# ピサのドゥオモ広場
座標: 北緯43度43分24秒 東経10度23分43秒 / 北緯43.72333度 東経10.39528度
ピサのドゥオモ広場（ピサのドゥオモひろば、Piazza del Duomo）は、イタリアにある世界遺産の物件名である。

## 概要
世界遺産に登録されたのは、1987年。ピサのはずれにあるドゥオモ広場に建つ、洗礼堂、大聖堂、鐘楼、墓所回廊の4つが印象的である。ピサのこのころの繁栄を象徴した建物群である。特に鐘楼はピサの斜塔として有名。
ピサのドゥオモ広場は、ピアッツァ・デイ・ミラーコリ (Piazza dei Miracoli) やカンポ・デイ・ミラーコリ (Campo dei Miracoli) とも呼ばれ、奇跡の広場という意味である。

## 主な構造物

### 鐘楼（ピサの斜塔）
円筒形の8階建てで、階段は296段（※294段という説も）ある。高さは55m。円筒形の外径は約20m、内径は約4.5m。建物全体の総重量は、14,453t (推定)。
1173年8月9日に着工、幾度もの工事中断、1372年に完成、と非常に長い期間に渡って建築工事が行われた。工事が長引いた原因は、着工直後から始まった塔の傾きである。このため、塔は本来100m以上の高さを予定されていたが、約半分の高さでの完成を余儀なくされたといわれている。アルノ川が運んできた砂が含まれていたため、建物の基礎を深く作るには地盤が弱過ぎた事が、傾きが生じた主な原因とされている。塔は現在、中心線から南に向って約4m 、角度にして約3.99度傾いている。(工事前は5度)
16世紀に、ガリレオ・ガリレイによる落下の実験が行われたという伝説が残っているが、ガリレオがピサで実験を行った事実は無いとされている。
設計者は未だ分かっておらず、現在論争中。ボンナーノ・ピサーノ説が通説であるが、近年の研究では、ディオティ・サルヴィ説が有力。
近年傾斜の増加が著しくなったため、1990年に一時立ち入り禁止となった。
そして2001年12月、10年間にわたる傾斜防止作業が終了し、一般公開を再開した。

### 大聖堂（ドゥオモ）

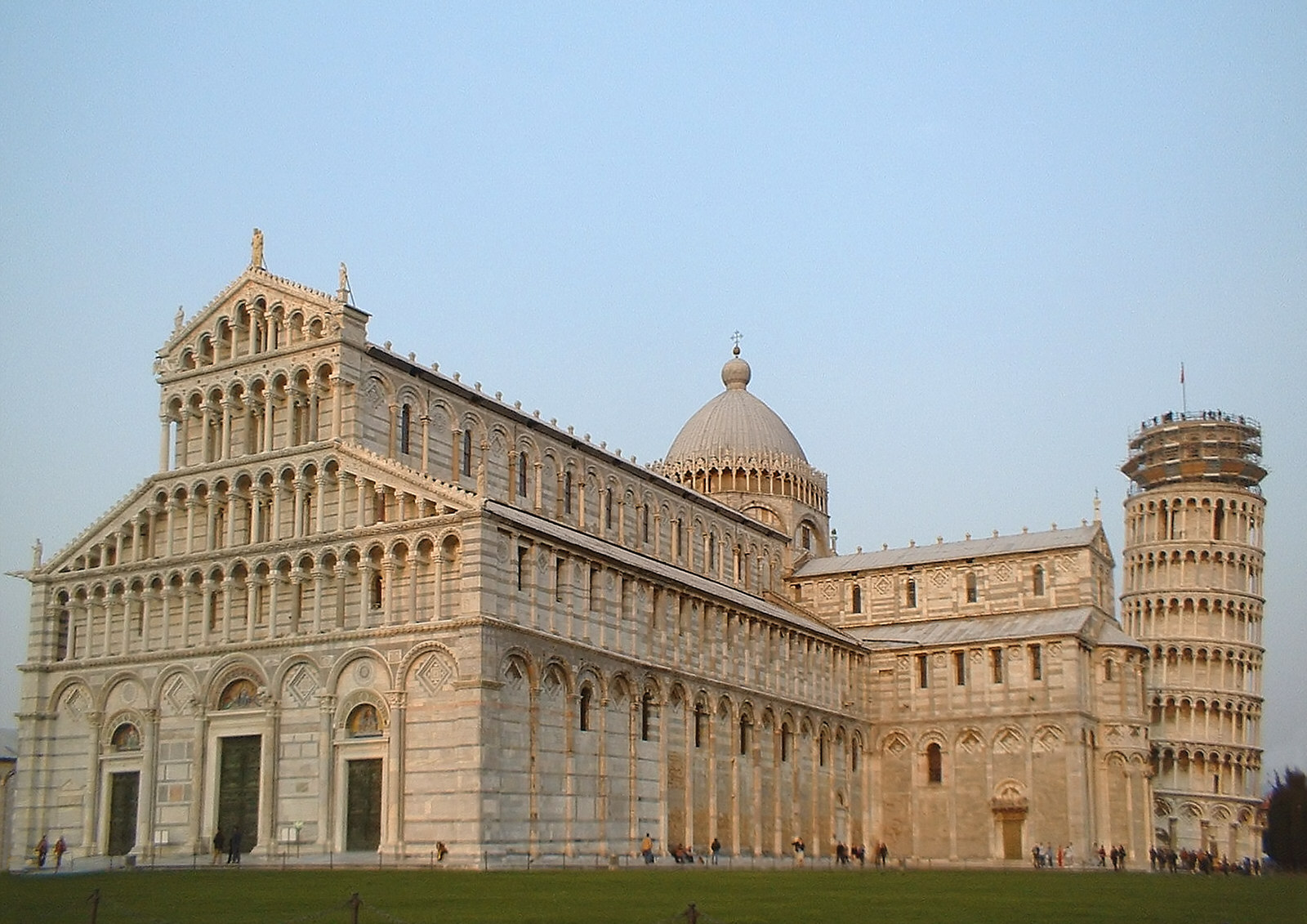
大聖堂

大聖堂（ドゥオモ）は、緑の芝生が生える広場の中央にそびえる。都市国家であったピサが、1063年にパレルモ沖でサラセン艦隊を破ったことを記念して建築を始めたといわれる。
建物の構造は、奥行きが約100m、幅約30mで、上から眺めるとラテン十字の形をしている。内部は、円柱が密に並び、五廊式となっている。使用された円柱の多くは戦利品として、パレルモのモスクから運ばれたものともいわれ、内装はビザンティン様式の影響も見える。建造物自体はロマネスク建築と考えられている。
建物内部にはピサの人々に愛された、聖ラニエリ (Rainerius) とハインリッヒ7世の墓がある。
ガリレオのランプは、身廊のほぼ中央に吊り下がっているブロンズ製のランプで、ガリレオがこのランプの揺れをみて振り子の等時性を発見したと伝わっているが、これも事実ではないと考えられている。
説教壇は、14世紀の始め頃に作られた、イタリア・ゴシック様式を代表する彫刻として知られている。

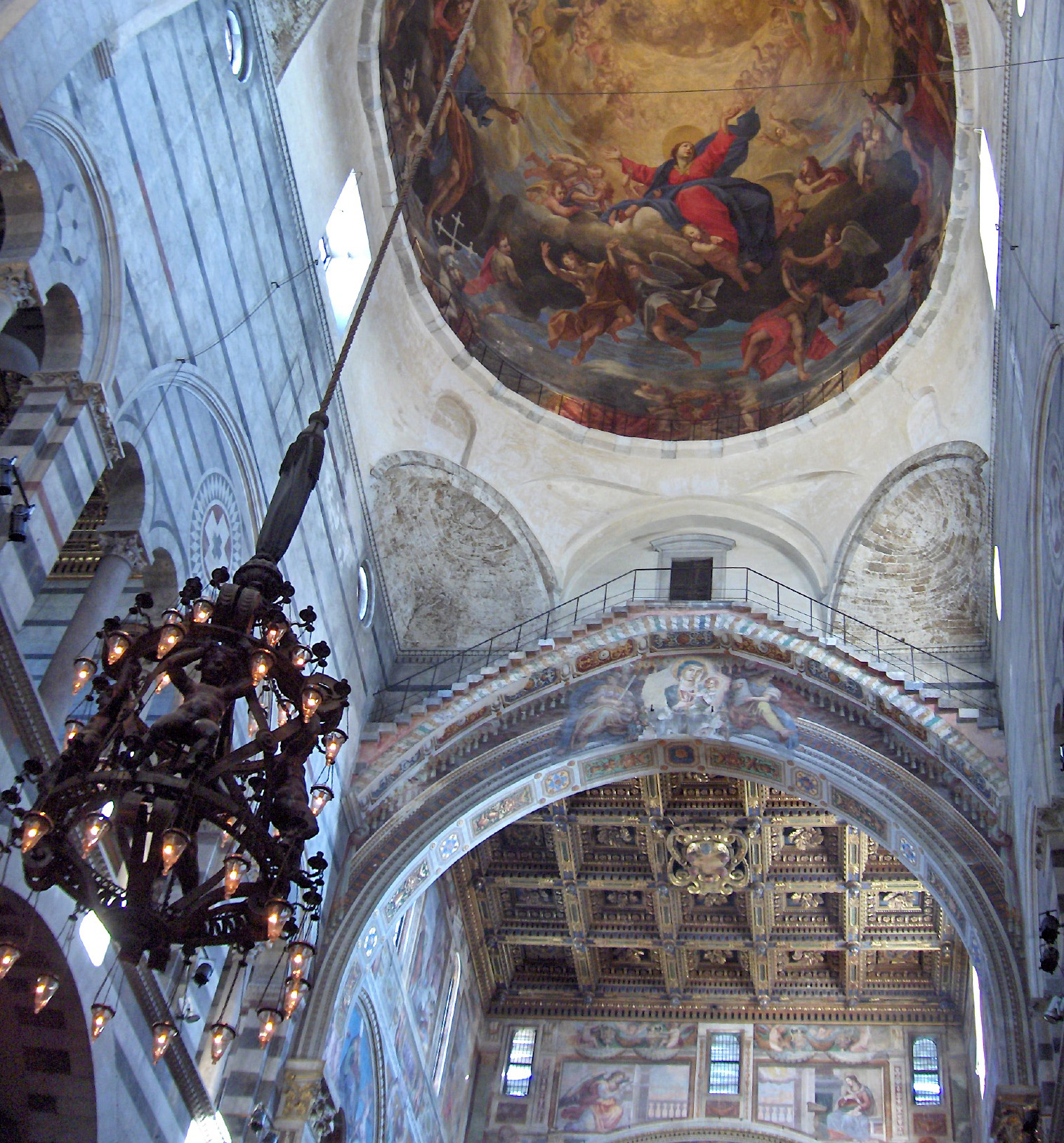
ガリレオのランプ
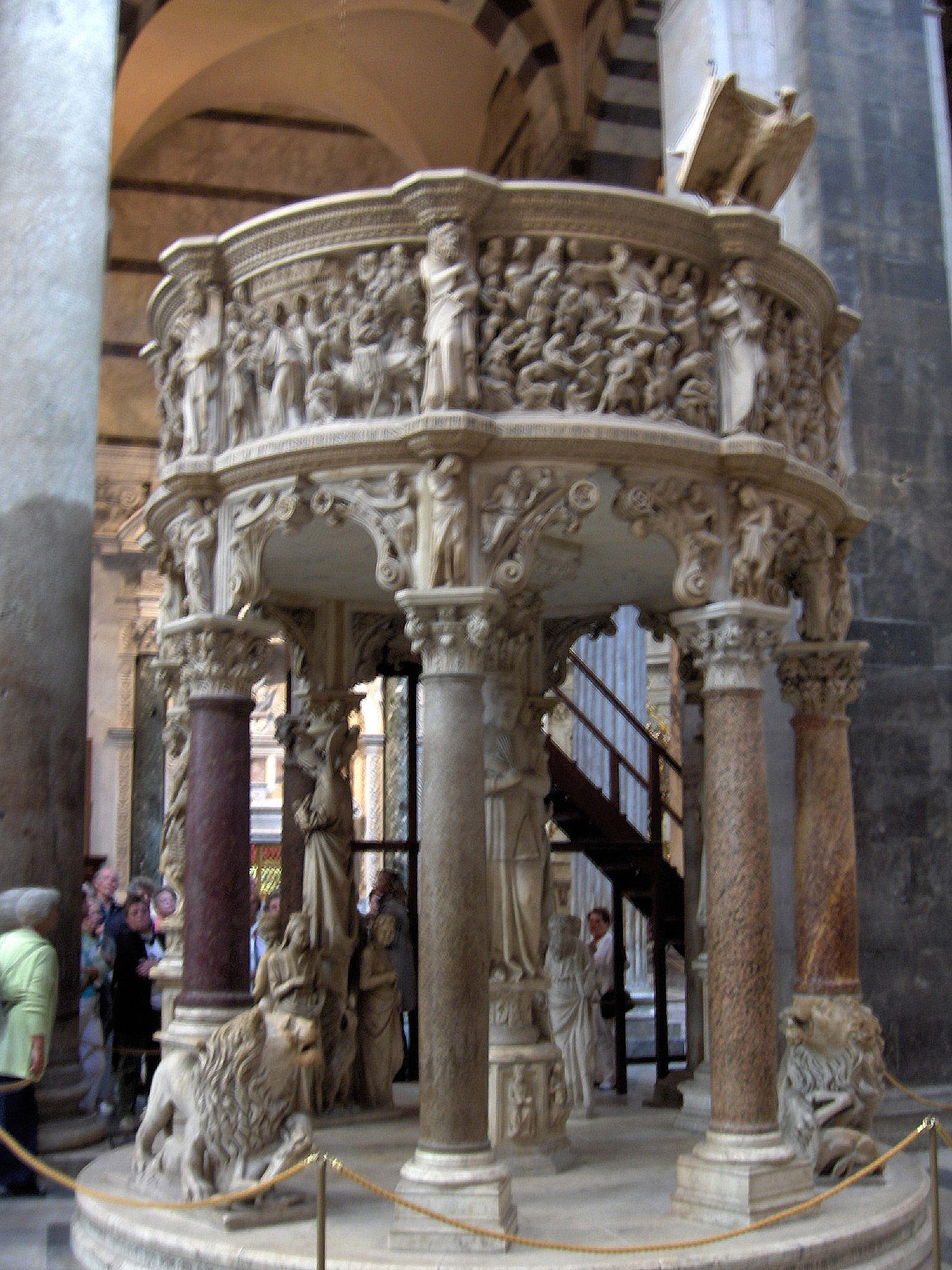
説教壇

### 洗礼堂

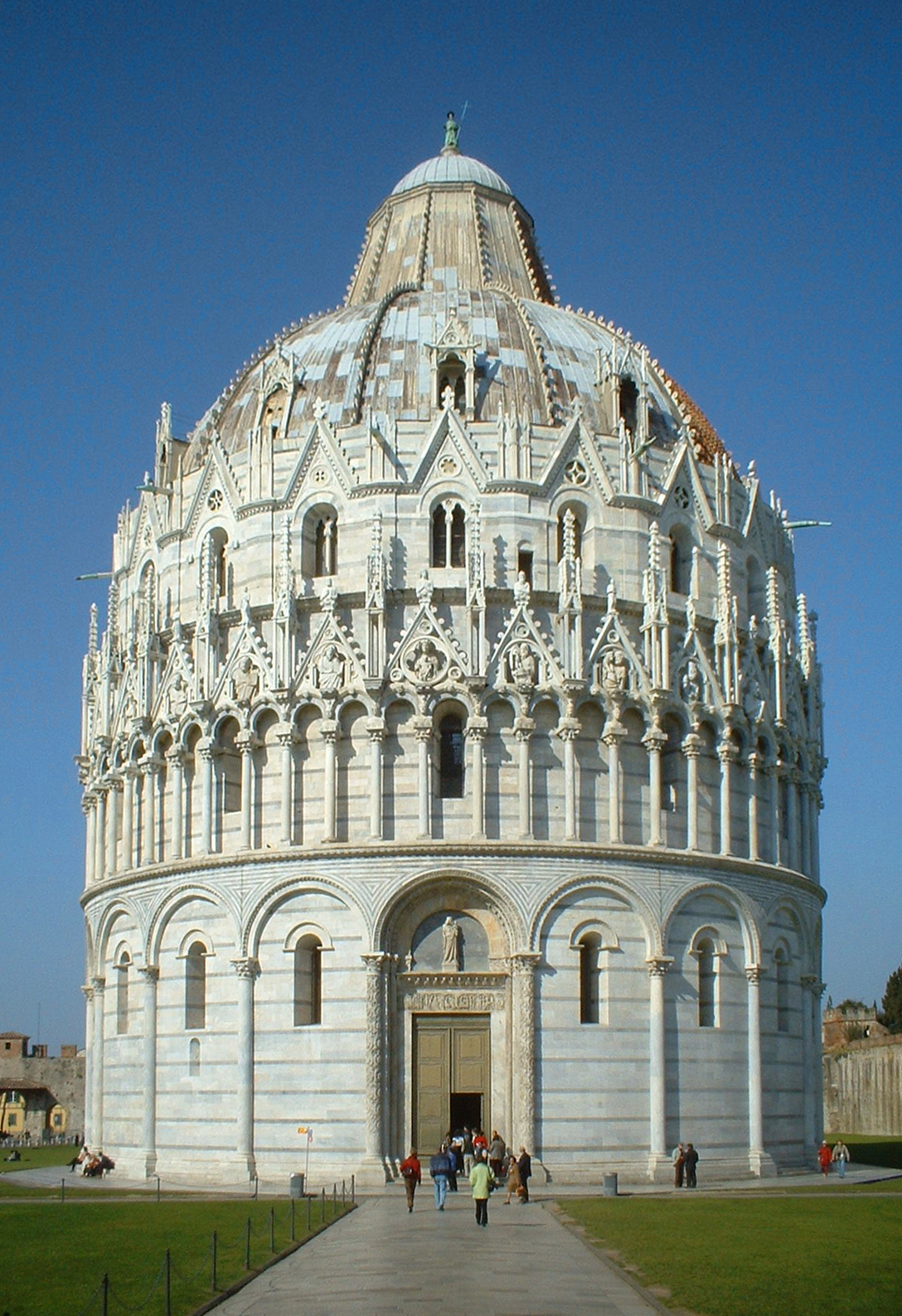
洗礼堂

洗礼堂は、大聖堂の西側に建っている円筒形の建物。直径約35m。着工は、1152年で完成には200年以上を要した。全体は白い大理石で、建物の下側がロマネスク様式で大聖堂と同じような列柱とアーチで装飾されている。しかし上側はゴシック様式を示している尖塔群で装飾された珍しい建物である。屋根は片面だけ鉛板葺きとなっている。これは建設中の予算不足のためとする説もある。

### 墓所（カンポサント）

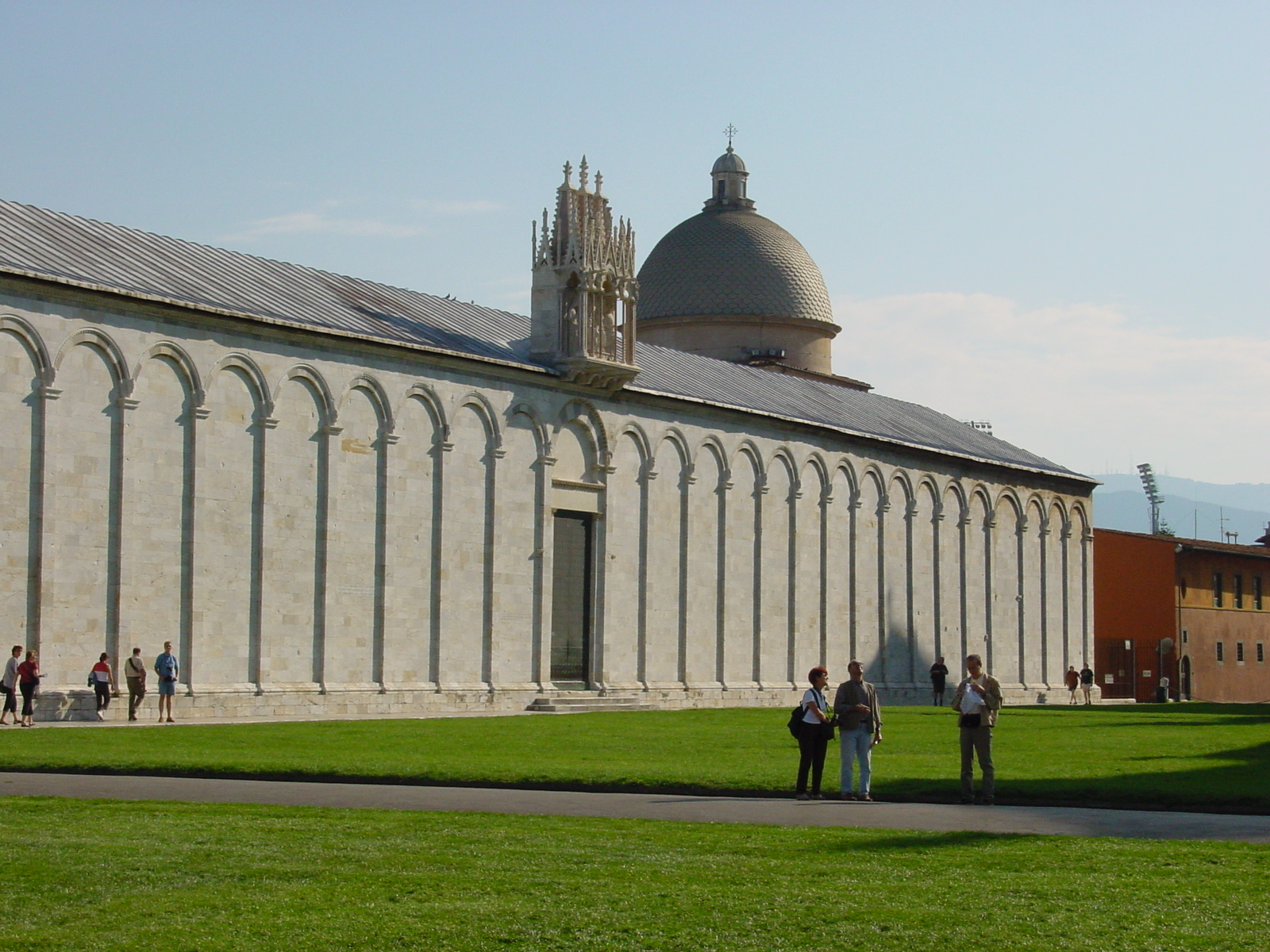
カンポサント

大聖堂の北側にはアーチの連続する回廊付の美しい中庭を持つ墓所がある。回廊の壁には14世紀に描かれたフレスコ画があった。しかしながら、第二次世界大戦での空襲でほとんど消失してしまった。

### 附属美術館
鐘楼の東側にある。大聖堂や洗礼堂の中にあった彫刻などのオリジナルが保存・展示されている。

## 登録基準
この世界遺産は世界遺産登録基準のうち、以下の条件を満たし、登録された（以下の基準は世界遺産センター公表の登録基準からの翻訳、引用である）。
- (1) 人類の創造的才能を表現する傑作。
- (2) ある期間を通じてまたはある文化圏において、建築、技術、記念碑的芸術、都市計画、景観デザインの発展に関し、人類の価値の重要な交流を示すもの。
- (4) 人類の歴史上重要な時代を例証する建築様式、建築物群、技術の集積または景観の優れた例。
- (6) 顕著で普遍的な意義を有する出来事、現存する伝統、思想、信仰または芸術的、文学的作品と直接にまたは明白に関連するもの（この基準は他の基準と組み合わせて用いるのが望ましいと世界遺産委員会は考えている）。

## アクセス
ローマから鉄道で、3時間から4時間。フィレンツェからは鉄道・バスで1時間程度。
ピサ中央駅からドゥオモ広場までは徒歩で約30分程度。